# Olympische Jugend-Sommerspiele 2018/Sportklettern
Bei den Olympischen Jugend-Sommerspielen 2018 wurden erstmals zwei Wettbewerbe im Sportklettern ausgetragen. Diese fanden vom 7. bis zum 10. Oktober 2018 statt.

## Wettbewerb
Es wurden zwei Wettbewerbe, einer pro Geschlecht, als olympische Kombination aus Speedklettern, Bouldern und Schwierigkeitsklettern durchgeführt. Pro Geschlecht haben 21 Athleten teilgenommen, welche durch vorherige Qualifikation bei verschiedenen Weltmeisterschaften bestimmt wurden.
Die Kombination wurde nach der Benennung des Sportkletterns als olympische Disziplin für die Sommerspiele 2020 als neue Disziplin vom IFSC geschaffen und auf Wunsch des organisatorischen Komitees der Jugendspiele in das Programm aufgenommen.

## Zeitplan
| Wettbewerbe | Oktober | Oktober | Oktober |
| Wettbewerbe | 7.      | 8.      | 9.      |
| ----------- | ------- | ------- | ------- |
| Jungen      |         |         |         |
| Mädchen     |         |         |         |

|  | Qualifikation |  | Medaillenentscheidung |

## Ergebnisse

### Jungen

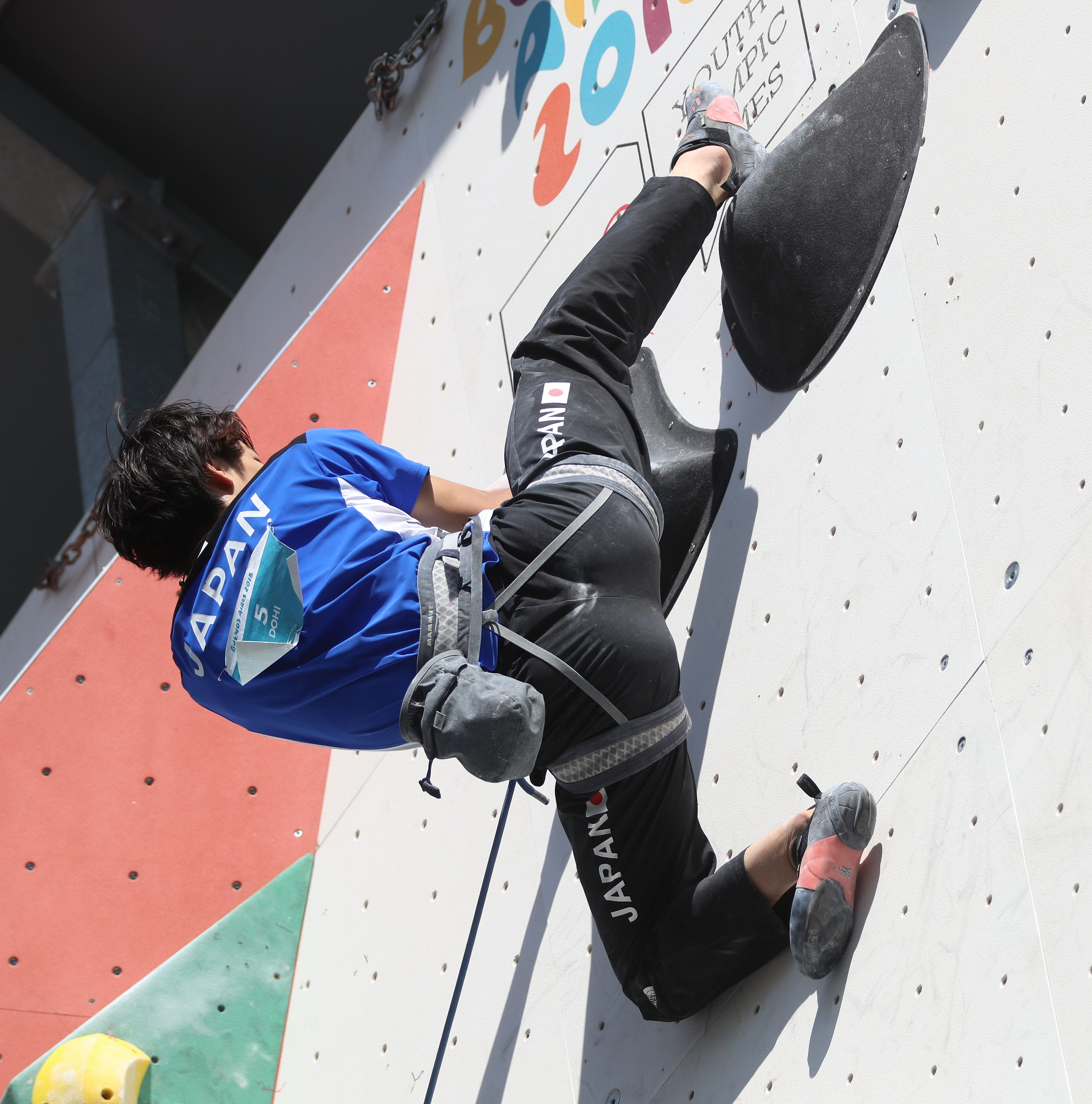
Keita Dohi
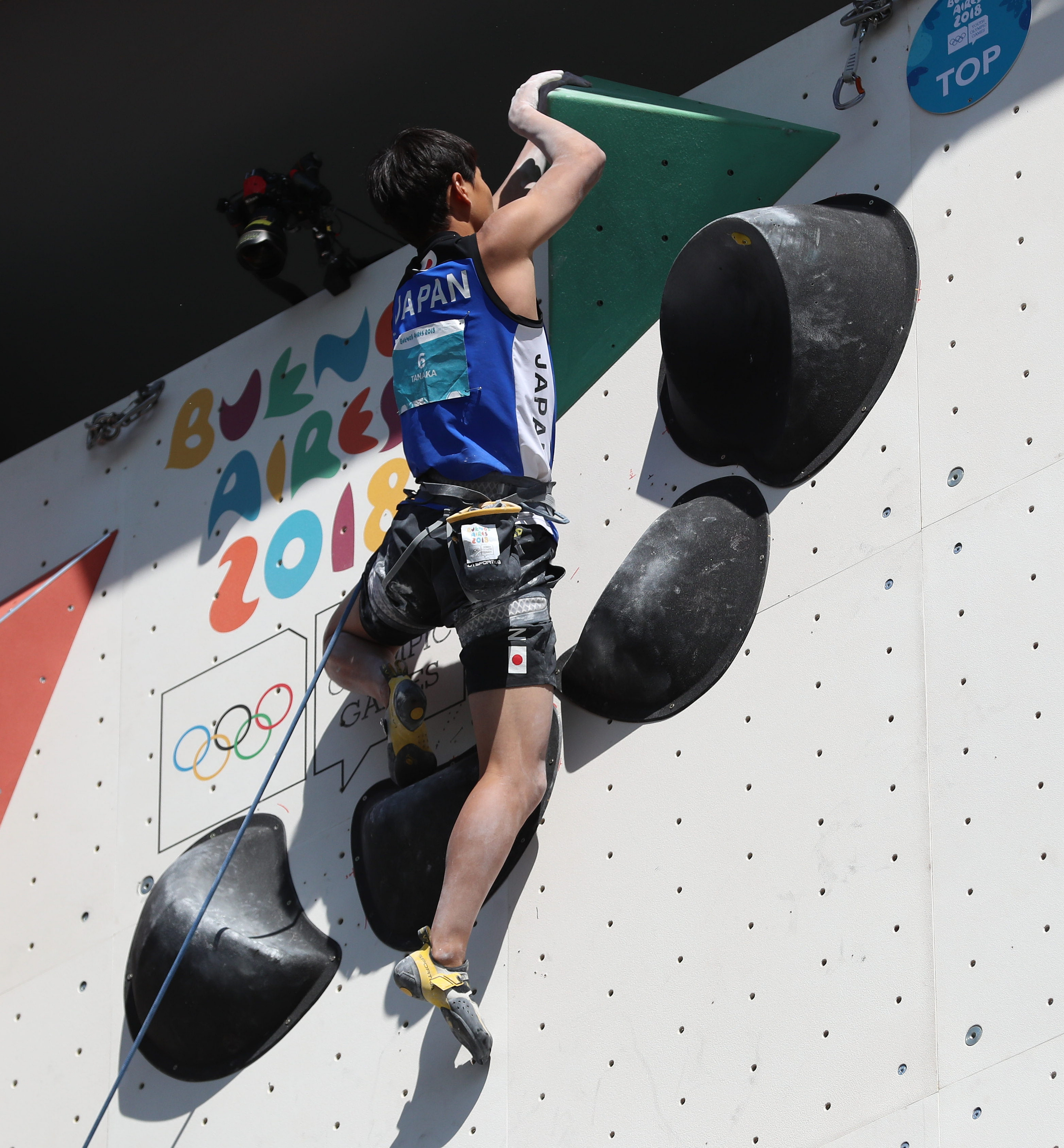
Shuta Tanaka
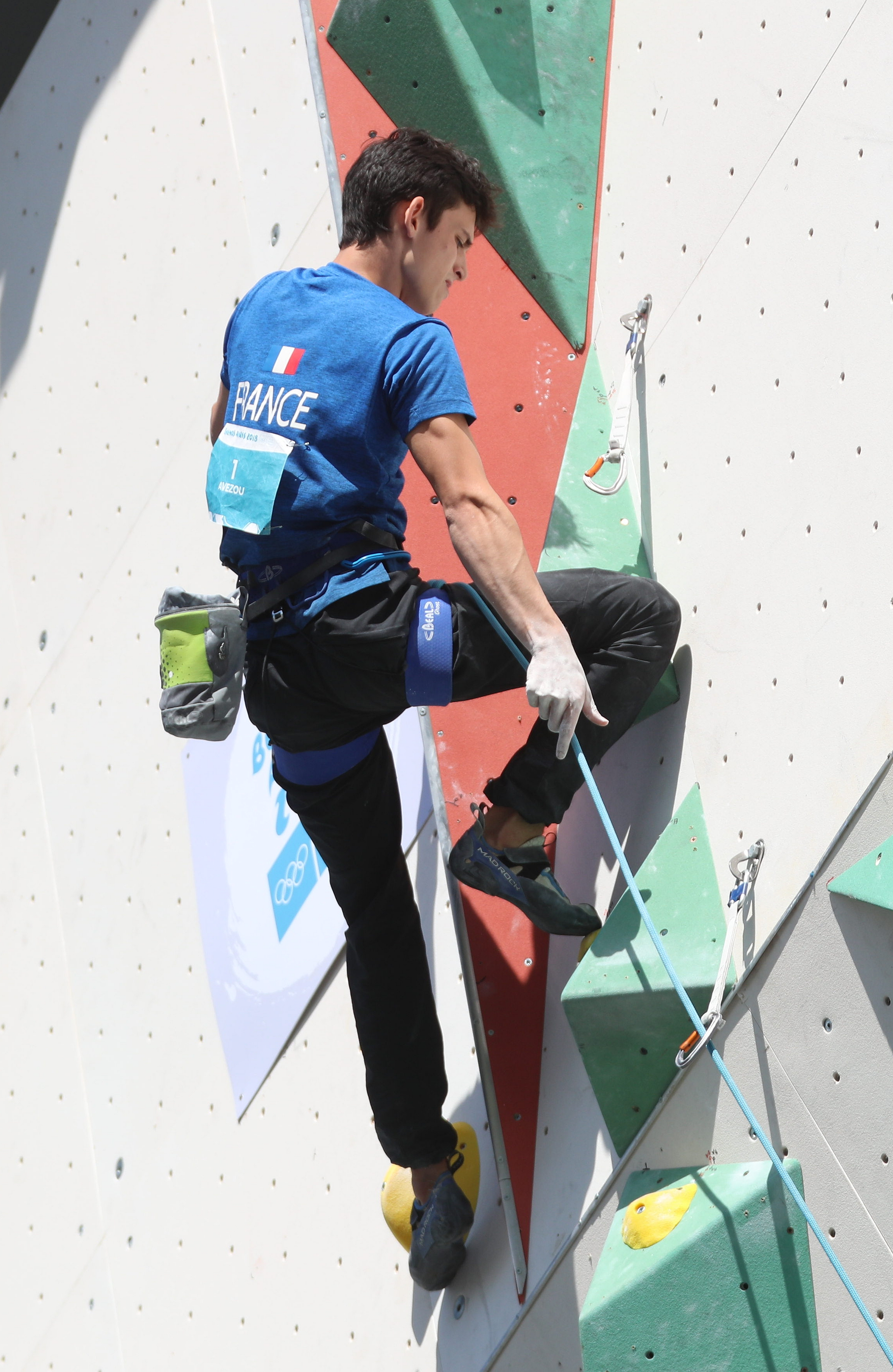
Sam Avezou
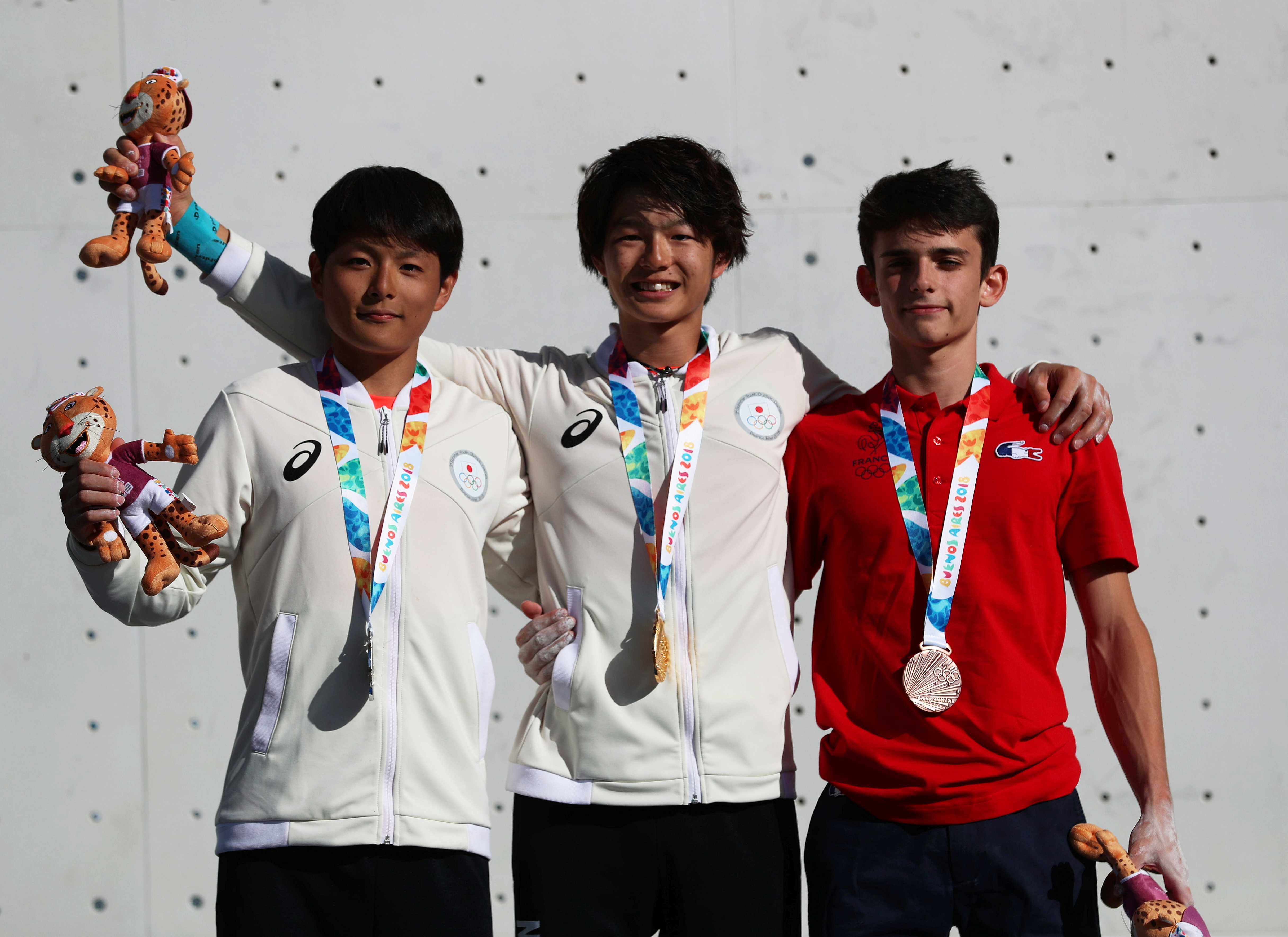
Siegerehrung

| Platz | Land                | Athlet                  |
| ----- | ------------------- | ----------------------- |
| 1     | Japan               | Keita Dohi              |
| 2     | Japan               | Shuta Tanaka            |
| 3     | Frankreich          | Sam Avezou              |
| 4     | Italien             | Filip Schenk            |
| 5     | Volksrepublik China | Pan Yufei               |
| 6     | Bulgarien           | Petar Iwanow            |
| 7     | Frankreich          | Nathan Martin           |
| 8     | Südkorea            | Jang Donghyun           |
| 9     | Volksrepublik China | Huan Dichong            |
| 10    | Südkorea            | Eom Seongmin            |
| 11    | Ukraine             | Yaroslav Tkach          |
| 12    | Ecuador             | Galo Hernández          |
| 13    | Singapur            | Chong Kiat Mark Chan    |
| 14    | Ecuador             | Nickolaie Rivadeneira   |
| 15    | Österreich          | Nicolai Uznik           |
| 16    | Belgien             | Lukas Franckaert        |
| 17    | Spanien             | Mikel Linacisoro Molina |
| 18    | Indien              | Bharath Pereira         |
| 19    | Slowakei            | Peter Kuric             |
| 20    | Südafrika           | David Naude             |
| 21    | Australien          | Ned Middlehurst         |

- Keita Dohi
- Shuta Tanaka
- Sam Avezou

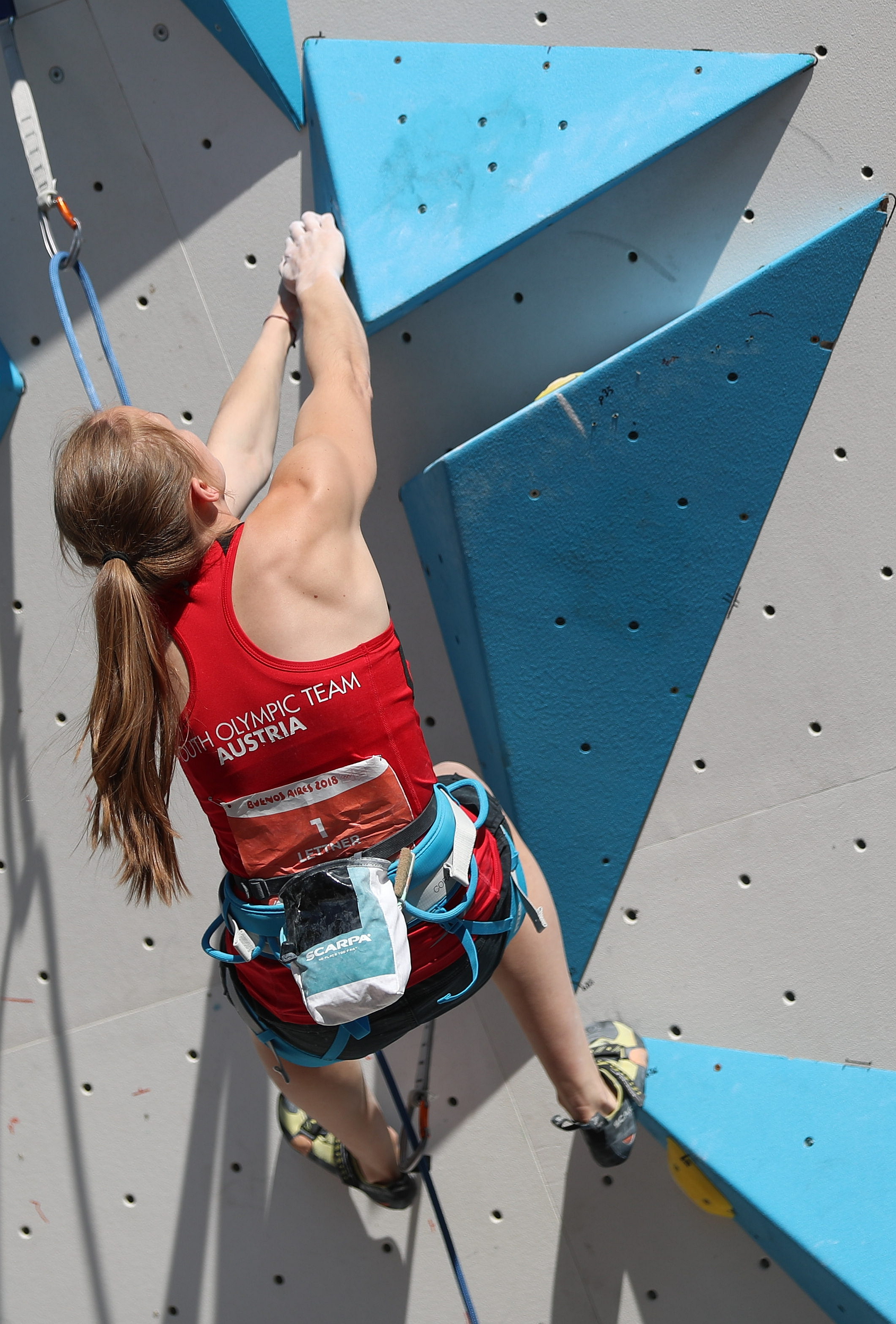
Sandra Lettner
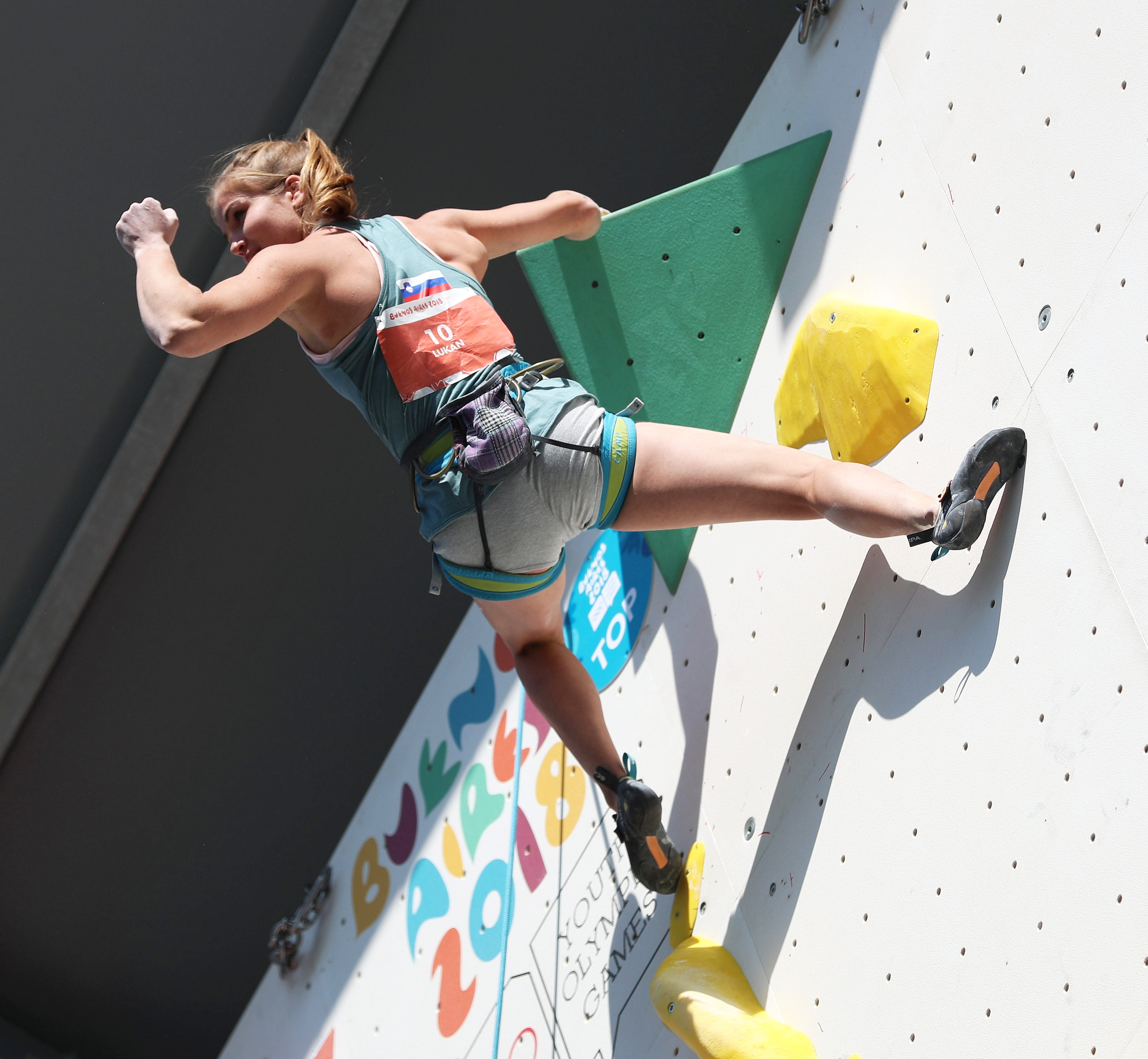
Vita Lukan
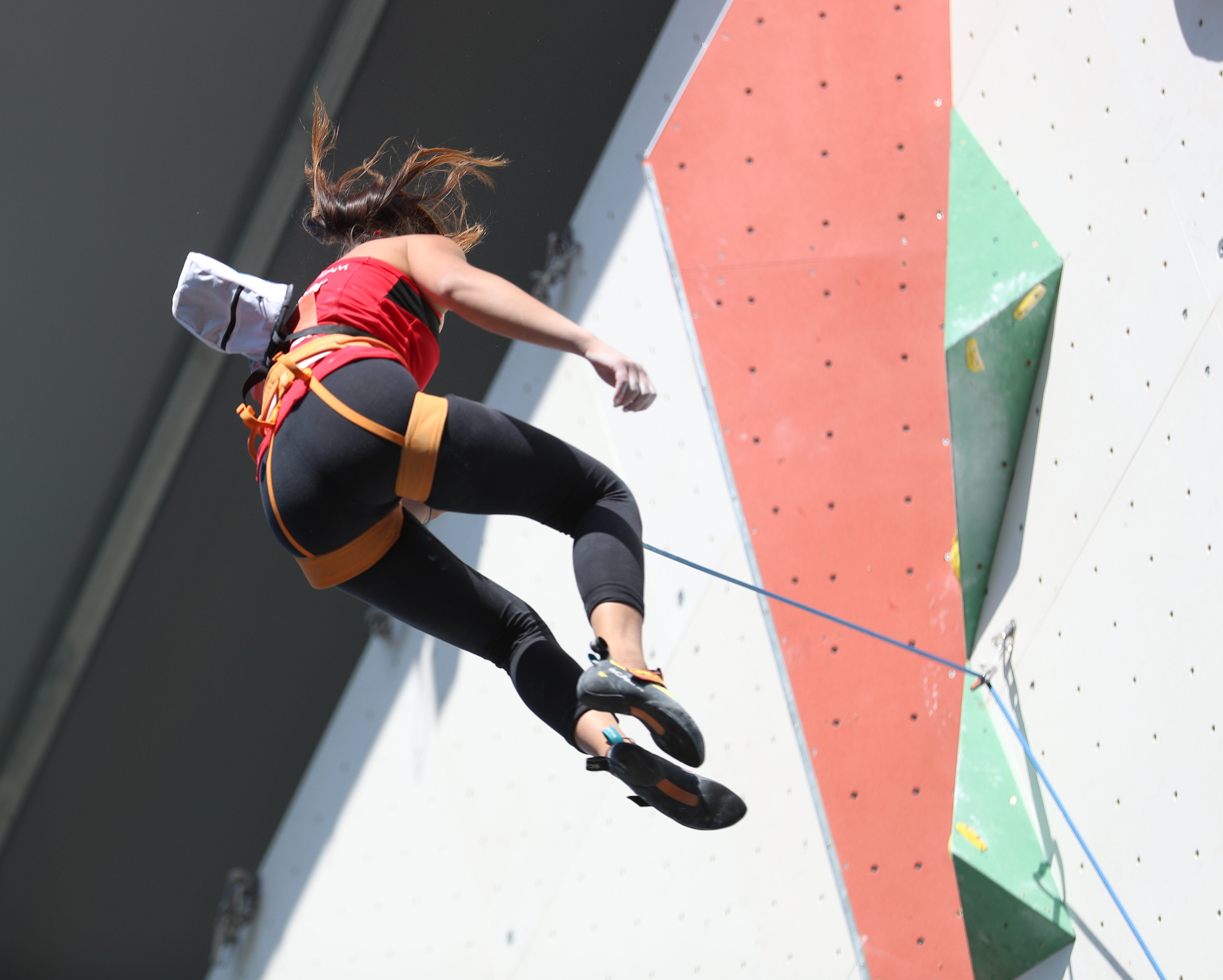
Laura Lammer
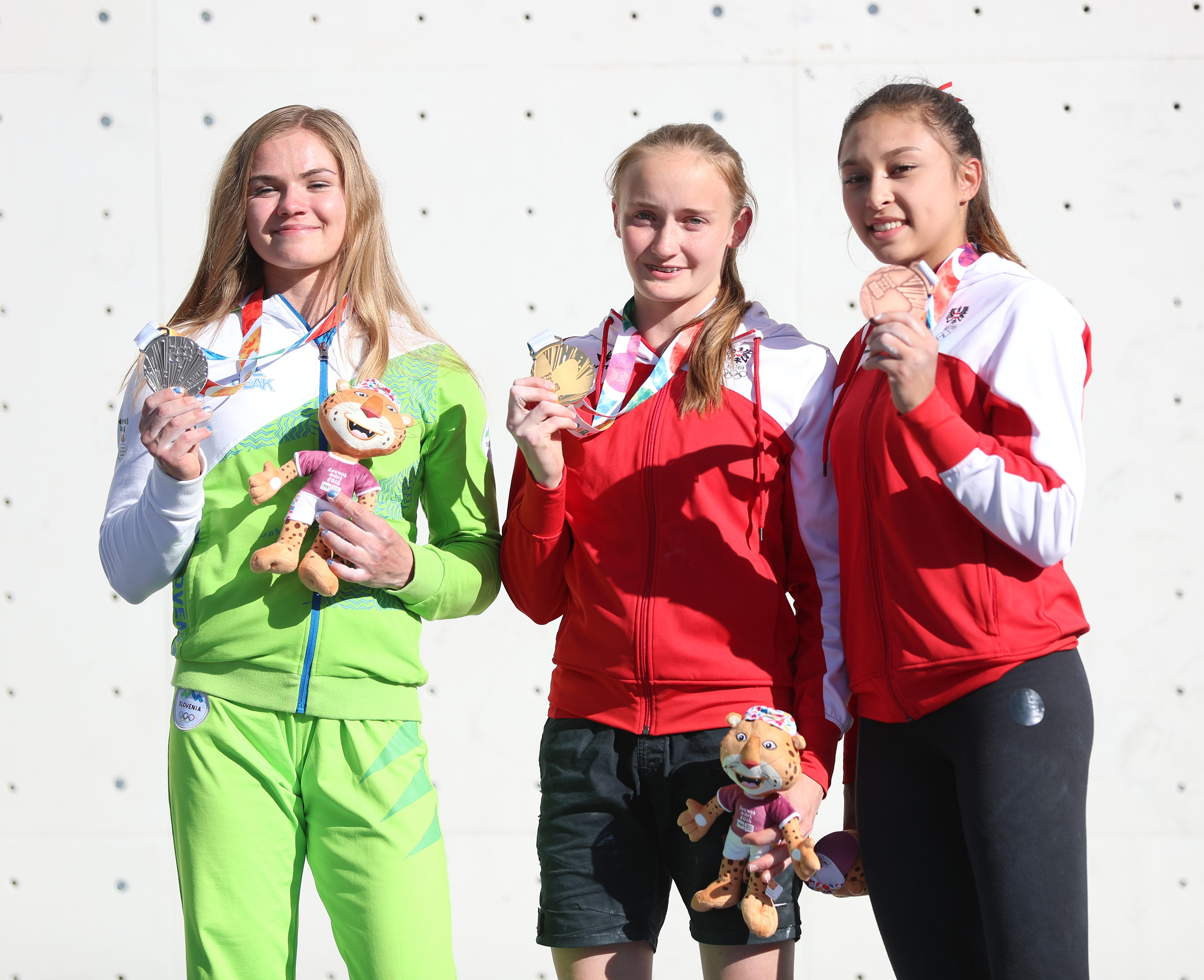
Siegerehrung

### Mädchen
| Platz | Land        | Athletin            |
| ----- | ----------- | ------------------- |
| 1     | Österreich  | Sandra Lettner      |
| 2     | Slowenien   | Vita Lukan          |
| 3     | Österreich  | Laura Lammer        |
| 4     | Deutschland | Hannah Meul         |
| 5     | Russland    | Jelena Krassowskaja |
| 6     | Japan       | Mao Nakamura        |
| 7     | Polen       | Aleksandra Kałucka  |
| 8     | Polen       | Natalia Kałucka     |
| 9     | Argentinien | Valentina Aguado    |
| 10    | Italien     | Laura Rogora        |
| 11    | Frankreich  | Nolwenn Arc         |
| 12    | Chile       | Alejandra Contreras |
| 13    | Slowenien   | Lučka Rakovec       |
| 14    | Russland    | Luisa Jemeljewa     |
| 15    | Frankreich  | Lucile Saurel       |
| 16    | Thailand    | Narada Disyabut     |
| 17    | Schweiz     | Hannah Hermann      |
| 18    | Kanada      | Catherine Carkner   |
| 19    | Südafrika   | Angela Eckhardt     |
| 20    | Schweiz     | Annalisa Tognon     |
| 21    | Neuseeland  | Sarah Tetzlaff      |

- Sandra Lettner
- Vita Lukan
- Laura Lammer
- Siegerehrung

## Medaillenspiegel
|       | Medaillenspiegel | Medaillenspiegel | Medaillenspiegel | Medaillenspiegel | Medaillenspiegel |
| Platz | Land             | G                | S                | B                | Gesamt           |
| ----- | ---------------- | ---------------- | ---------------- | ---------------- | ---------------- |
| 1     | Japan            | 1                | 1                | –                | 2                |
| 2     | Österreich       | 1                | –                | 1                | 2                |
| 3     | Slowenien        | –                | 1                | –                | 1                |
| 4     | Frankreich       | –                | –                | 1                | 1                |
| Total | Total            | 2                | 2                | 2                | 6                |